# Полуда
„Полуда“ (на английски: Frenzy) е британски криминален трилър от 1972 г., предпоследният филм на режисьора Алфред Хичкок. Филмът се базира на романа на Артъра Ла Берн „Довиждане Пикадили, сбогом Лестър скуер“ (Goodbye Piccadilly, Farewell Leicester Square), като филмовия сценарий е написан от Антъни Шафер. Във филма участват Джон Финч, Бари Фостър, Алек Маккаун, Ана Маси, Барбара Ли-Хънт и др. Филмът е представен на Кинофестивала в Кан през 1972 г., извън официалната програма на фестивала.

## Сюжет
Внимание:  Текстът по-долу разкрива сюжета на произведението (или части от него)!
В Лондон върлува сериен убиец – сексуален маниак който души жени с вратовръзки. Последната жертва на „убиеца с вратовръзката“ е намерена в Темза. Поради ред случайни съвпадения подозренията падат върху Ричард Блейни (Джон Финч) – огорчен, войнствен бивш офицер от Кралските военновъздушни сили. Той пие твърде много и избухва твърде бързо, което се дължи и на факта че тъкмо е изгубил работата си. Барманката Бабс Милигън (Ана Меси) е негова приятелка, а бившата му съпруга Бренда (Барбара Лий – Хънт) е професионалната сватовница. Продавачът на плодове от пазара „Ковънт Гардън“ Боб Ръск (Бари Фостър) е най-добрият му приятел. След като бившата му жена и приятелката му са открити удушени с вратовръзки, Ричард Блейни е става главният заподозрян за убийствата и главният инспектор Оксфорд (Алек Маккауен) и хората му неумолимо затягат обръча около него. Всички доказателства са против него. Истинският убиец – неговият приятел Боб Ръск, с измама го предава в ръцете на полицията, и Ричард Блейни е осъден на доживотен затвор. Но у инспектор Окфорд се появяват съмнения във виновността на Блейни, а и убиецът с вратовръзките продължава своите злодеяния.

## В ролите
| Актьор          | Роля             |
| --------------- | ---------------- |
| Джон Финч       | Ричард Блейни    |
| Бари Фостър     | Робърт Ръск      |
| Алек Маккаун    | инспектор Окфорд |
| Ана Маси        | Барбара Милиган  |
| Барбара Ли-Хънт | Бренда Блейни    |
| Бърнард Крибинс | Феликс Форсайт   |
| Вивиан Мърчанд  | г-жа Оксфорд     |
| Майкъл Бейтс    | сержант Спиърман |
| Джейн Марш      | Моника Барлинг   |
| Клайв Суифт     | Джони Портър     |

## Камео на Алфред Хичкок
Алфред Хичкок се появява в камео роля в началото на филма – стои сред тълпата, слушаща оратора на брега на Темза, и е единственият който не го аплодира.

## Награди и номинации
| Награди                                                   | Награди                     | Награди                     | Награди                        |
| Награда                                                   | Категория                   | Име                         | Резултат                       |
| --------------------------------------------------------- | --------------------------- | --------------------------- | ------------------------------ |
| Награди на Националния съвет на кинокритиката на САЩ-1972 | Най-добрите десет филма     | Полуда                      | награда: включване в десетката |
| Награди на Кръга на испанските киносценаристи-1973        | Най-добър чуждестранен филм | Полуда                      | първо място                    |
| Награди „Едгар Алан По“-1972                              | Най-добър криминален филм   | Антъни Шафер – за „Полуда“  | номинация                      |
| Награди „Златен глобус“-1973                              | Най-добър драматичен филм   | Полуда                      | номинация                      |
| Награди „Златен глобус“-1973                              | Най-добър режисьор          | Алфред Хичкок – за „Полуда“ | номинация                      |
| Награди „Златен глобус“-1973                              | Най-добър сценарий          | Антъни Шафер – за „Полуда“  | номинация                      |
| Награди „Златен глобус“-1973                              | Най-добра оригинална музика | Рон Гудуин – за „Полуда“    | номинация                      |